# Superunie

Logo von Superunie

Die C.I.V. Superunie B.A. ist eine niederländische Organisation, die als Einkaufsgemeinschaft verschiedener Lebensmittelgroß- und -einzelhändler tätig ist. Die Gemeinschaft, mit Sitz in Beesd, hat 2023 zwölf Mitglieder und gehört wiederum der europäischen Einkaufsgemeinschaft European Marketing Distribution, kurz EMD, an.

## Geschichte
Gründungsjahr der Einkaufsgemeinschaft war 1956. Vorausgegangen war ein Zusammenschluss von sechs Unternehmen, darunter Sanders Supermarkten, um gegen die erstarkte Konkurrenz, die z. T. bereits in Einkaufsgemeinschaften organisiert, bestehen zu können. Der Vorgänger lautete auf den Namen Pick-Pack. Die Kette Hoogvliet wurde Anfang der 1980er-Jahre Mitglied. Ein weiteres Mitglied war Emté, das 1986 beim Eintritt in Superunie noch eigenständig war. Unter dem Namen First Choice Cola führte man ab 1996 eine der ersten Handelsmarken ein. Die Einkaufsgemeinschaft hatte 1997 einen Umsatz von 13 Milliarden Gulden erwirtschaftet und belegte mit einem Marktanteil von 30 Prozent damals Platz 1. Die Kette Boni schied im Januar 2001 aus dem Unternehmensverbund Prisma Food Group aus, wurde selbstständig und trat im selben Monat der Superunie bei.
Als neues Mitglied konnte ab dem 1. Juli 2008 das Unternehmen Dirk van der Broek aufgenommen werden, dass zum damaligen Zeitpunkt mit den Vertriebslinien Bas van der Heijden, Digros und Dirk van den Broek im Lebensmitteleinzelhandel tätig war. Später wurden die Vertriebslinien zugunsten der Vertriebslinie Dirk aufgegeben. Im Oktober 2009 kam es zu einem Bruch zwischen Jumbo und Superunie. Am 6. Oktober 2009 kam es zur Bildung einer neuen Einkaufsgemeinschaft zwischen Jumbo und dem Unternehmen Schuitema. Nur einen Tag später wurden alle Verträge mit Jumbo seitens Superunie gekündigt, die Frist zur Aufgabe aller verknüpften Abläufe und Geschäftsvereinbarungen wurde wenige Tage später auf den 31. Dezember 2009 festgelegt.
Die 2013 als Discountmarke eingeführte Marke OK€ wird inzwischen nicht mehr geführt. Ab Jun 2016 führte man unter dem Namen G'woon eine neue Handelsmarke ein, die die Marken Markant und Perfekt schrittweise ersetzte. Mit weniger Plastik und einem weiteren Sortiment wurde ab Oktober 2019 die Handelsmarke Bonbébé ausgestattet. Eine Wiedereinführung erlebte die Handelsmarke Sense ab April 2021. Die Handelsmarke Bio+ erhielt ab Juli 2021 ein neues Design. 2021 belief sich der Marktanteil von Superunie auf 26,4 Prozent. 2023 beschäftigte man 125 Mitarbeiter.

## Mitglieder

### Aktuelle Mitglieder
- Boni[19]
- Boon Food Group[19]
- Coop[19]
- Dekamarkt[19]
- Hoogvliet[19]
- Jan Linders[19]
- Nettorama[19]
- Plus[19]
- Poiesz[19]
- Sligro Food Group[19]
- Spar Niederlande[19]
- Vomar[19]

### Ehemalige Mitglieder
Die hier aufgeführten Mitglieder waren einst Teil der Superunie. Während zum überwiegenden Teil der Verkauf der Unternehmen und Umflaggung auf andere Händler ausschlaggebend für den Austritt, fiel die Entscheidung Jumbo aus der Einkaufsgemeinschaft auszuschließen proaktiv.
- A&P[7]
- Attent[20]
- De Wit Komart[20]
- Deen Supermarkten[20]
- Dirk[21]
- E Markt[20]
- Emté
- Golff[20]
- Hermans Groep[7]
- Jumbo[20]
- Meer Markt[20]
- Netto Markt[20]
- Sanders Supermarkten[20]
- Volume Markt[20]

## Handelsmarken

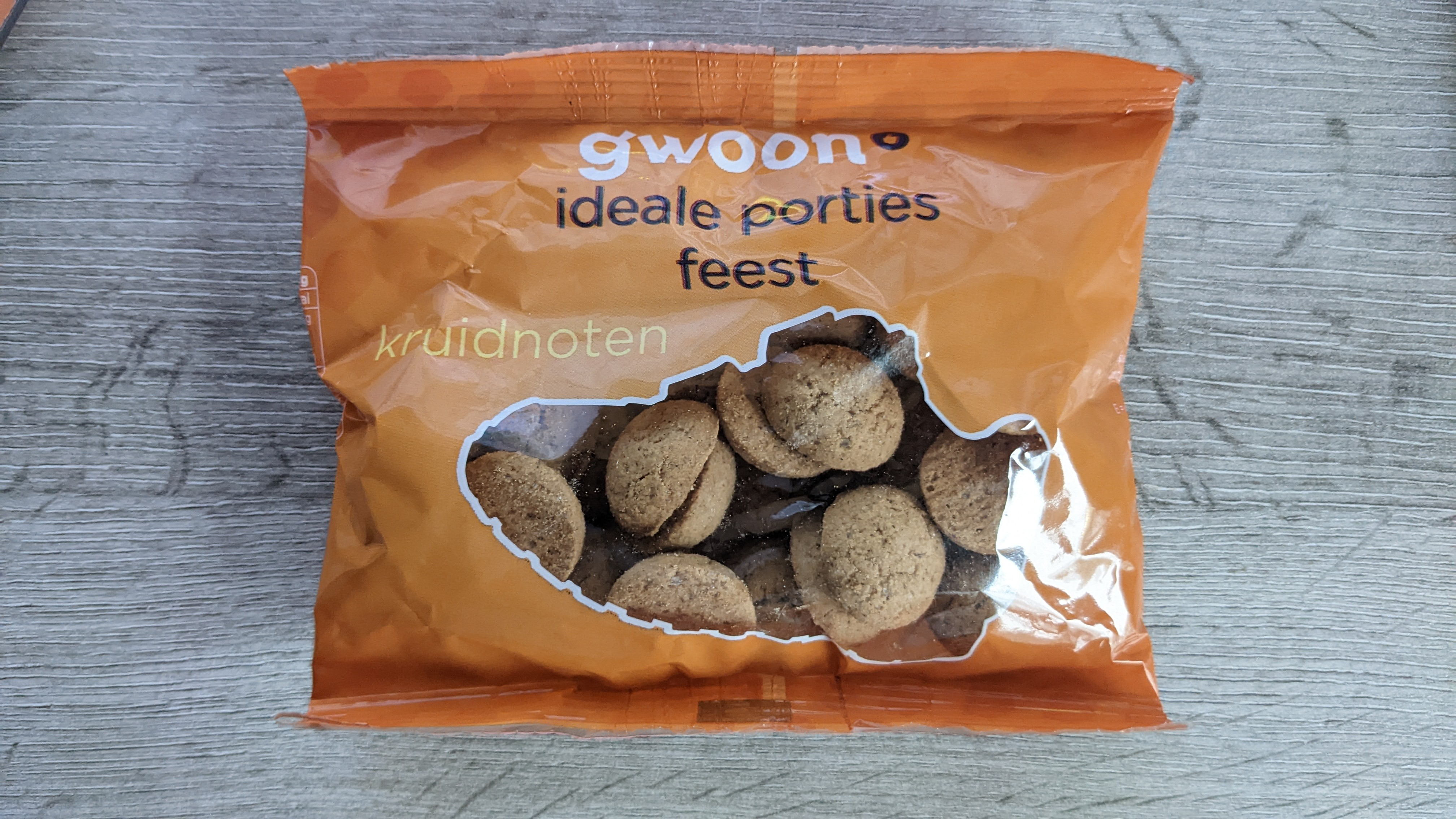
Lebkuchennüsse der Handelsmarke G'woon im Jahr 2022

- Lebkuchennüsse der Handelsmarke G'woon im Jahr 2022Bio+ (Eigenschreibweise: BiO+): Bioprodukte[22]
- Bonbébé (Eigenschreibweise: BON BÉBÉ): Artikel für Babys und Kleinkinder (Lebensmittel und Non-Food-Artikel)[15][22]
- First Choice Cola (Eigenschreibweise: FIRST CHOICE COLA): Cola in drei Geschmacksrichtungen (Zero, Regular und Light); seit 1996[6][22]
- G'woon (Eigenschreibweise: g'woon): Seit Juni 2016[14][22]
- Melkan: Molkereiprodukte[22]
- Sense: Pflanzenfette (palmölfrei) zum Kochen, Backen und als Streichfett; seit 2021[16]
- Sum & Sam (Eigenschreibweise: SUM & SAM): Produkte aus der orientalischen Küche[22]

### Ehemalige Handelsmarken
- Markant: Ab Juni 2016 durch G'woon ersetzt[14]
- OK€: Lebensmittel und Non-Food-Artikel (Discountmarke); ab Februar 2013; löste bestehende Discountmarken der Mitglieder ab[13]
- Perfekt: Ab Juni 2016 durch G'woon ersetzt[14]

## Magazin
Unter dem Namen Boodschappen bietet die Einkaufsgemeinschaft seit 1993 ein gemeinsames Magazin für die Kunden ihrer angeschlossenen Ketten an. 2012 hatte das Magazin eine Auflage von rund zwei Millionen Exemplaren. Ende August 2013 erschien die 250. Ausgabe, die zum Jubiläum 250 Seiten umfasste.